# Rikihiro Sugiyama
Rikihiro Sugiyama (jap. 杉山 力裕 Sugiyama Rikihiro; ur. 1 maja 1987) – japoński piłkarz występujący na pozycji bramkarza. Obecnie występuje w Avispa Fukuoka.

## Kariera klubowa
Od 2006 roku występował w klubach Kawasaki Frontale, Shimizu S-Pulse i Avispa Fukuoka.